# Јордан Захаријев
Јордан Захаријев Харизанов (буг. Йордан Захариев Харизанов; Босилеград, 3. март 1877 — Ћустендил, 8. мај 1965) био је бугарски учитељ, географ, етнограф, фолклориста и историчар, један од водећих истраживача и стручњака у Ћустендилском региону, као и дописни члан Бугарске академије наука (од 1937).

## Биографија
Рођен је 3. марта 1877. године у Босилеграду. Основну школу је похађао у родном месту, а педагошку је завршио у Ћустендилу (1895). Две године је радио као учитељ у Ћустендилу. Године 1897. је примљен да на Историјско-Филолошком факултету на Вишој школи у Софији. Студирао је заједно са професором географије Анастасом Иширковом, а дипломирао је географију и педагогију (1901).
Више од пола века одржавао је низ студија у Ћустендилском региону, који покрива 159 села са Ћустендилом. Његова књига „Ћустендилско крајиште“ је прва студија насеља у Бугарској. Његова друга важнија дела су: „Упутство антропогеографске студије у Бугарској (1928), „Село Слокоштица“ (1935), „Пијанец“ (1938), "Ћипровци" (1938), „Ћустендилска котлина“ (1963). Написао је велики број чланака. Учествовао је и у културном животу Ћустендилу. Био је председник једног културно-уметничког удружења из Читалишта „Братство“, као и глумац аматер, кустос Градског музеја поменутог места, и један од оснивача и први председник туристичког друштва "Осоговец“.
Јордан Захаријев спада међу личности који су водиле протесте у босилеградском крају против спровођења одлука Нејског мировног уговора, којим су 1920. године делови тадашње Краљевине Бугарске (тзв. Западне покрајине) припојени Краљевини СХС. Учествовао је у кампањи за избеглице и био је председник „Конститутивног конгреса организације Западне покрајине“.
Умро је 8. маја 1965. године у Ћустендилу. Године 1998. Јордан Захаријев је награђен постхумно титулом почасног грађанина Ћустендила.